# Velká Lhota
Velká Lhota (dříve někdy zvaná jako Hrubá Lhota) je obec v okrese Vsetín ve Zlínském kraji. Žije zde 544 obyvatel.

## Geografie
Obec má dvě místní části, Velká Lhota a Malá Lhota, a jim odpovídající katastrální území Velká Lhota u Valašského Meziříčí a Malá Lhota u Valašského Meziříčí. K Malé Lhotě patří i Kozinec, k Velké Lhotě sídelní celky U Přehrady (u vodní nádrže Bystřička), Futurky, U Malíků, U Pavlů a Paseky. Východní část území Velké Lhoty včetně Ostrého vrchu (672 m n. m.) patří do CHKO Beskydy. Mezi Malou a Velkou Lhotou ční Vrchhůra (692 m n. m.). Výraznou krajinnou dominantu tvoří javor babyka stojící na hřebenu mezi částmi Velká Lhota a Malá Lhota.

## Historie
První písemná zpráva o obci pochází z roku 1374, kdy je vzpomínána jako součást panství Krásno, od roku 1411 jako součást rožnovského panství. Obec se nachází 9 km jihovýchodně od Valašského Meziříčí v západní části Vsetínských vrchů. Dědinský potok, který obcí protéká, se vlévá se do přehrady Bystřička. Typickou obživou obyvatel v 19. století bylo zemědělství, výroba domácího dřevěného nádobí, křiváků. V roce 1980 byla k Velké Lhotě přičleněna obec Malá Lhota.

## Kulturní památky
- Roubený evangelický toleranční kostel byl postaven v roce 1783 krátce po vydání tolerančního patentu. Proto nemá věž a jeho vchod není z cesty. Jednotné vybavení kostela pochází z roku 1839. V letech 1875–1895 zde působil farář a spisovatel Jan Karafiát.
- Roubená zvonice na Malé Lhotě se zvonem z roku 1687

## Galerie

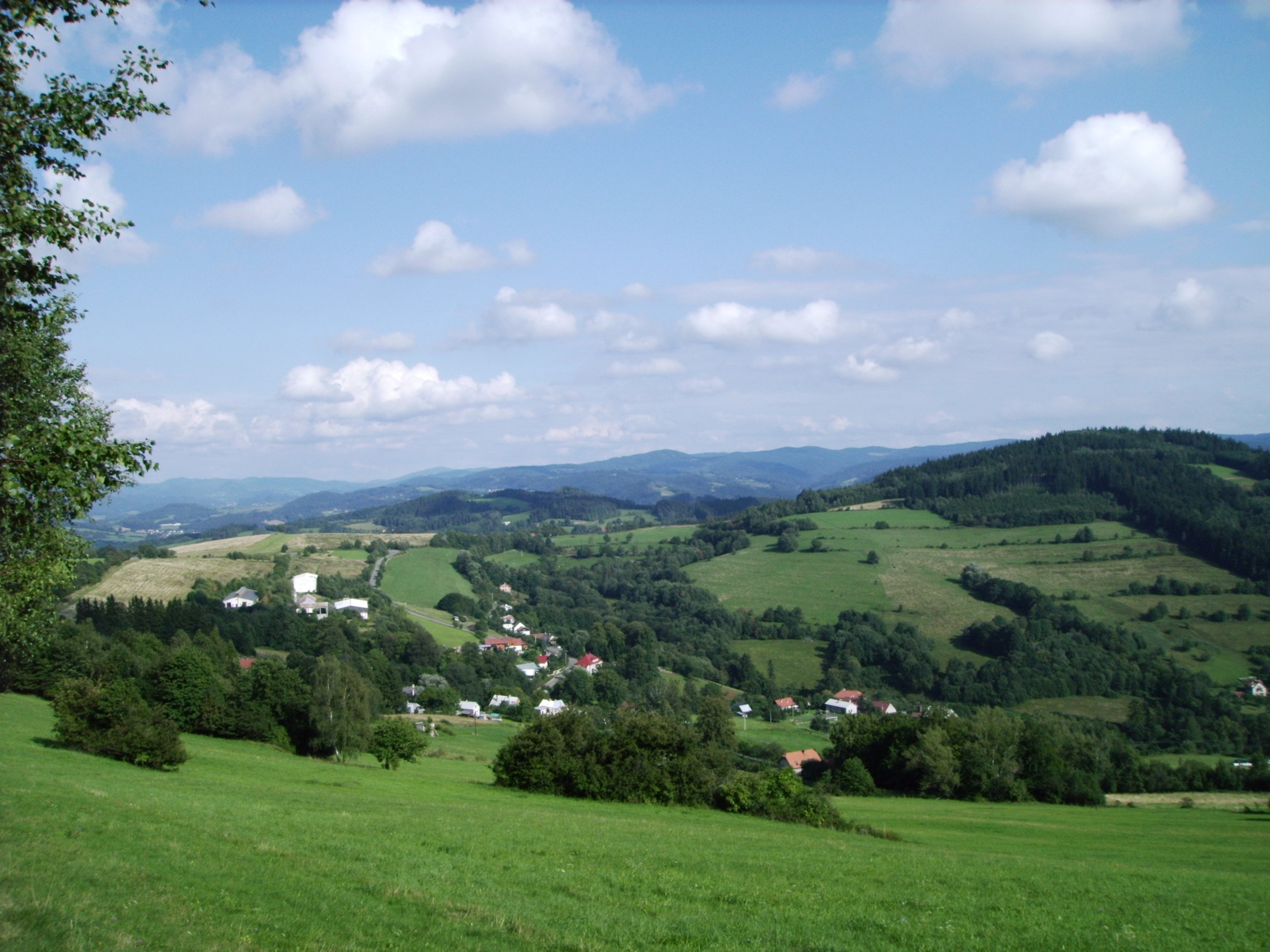
Celkový pohled
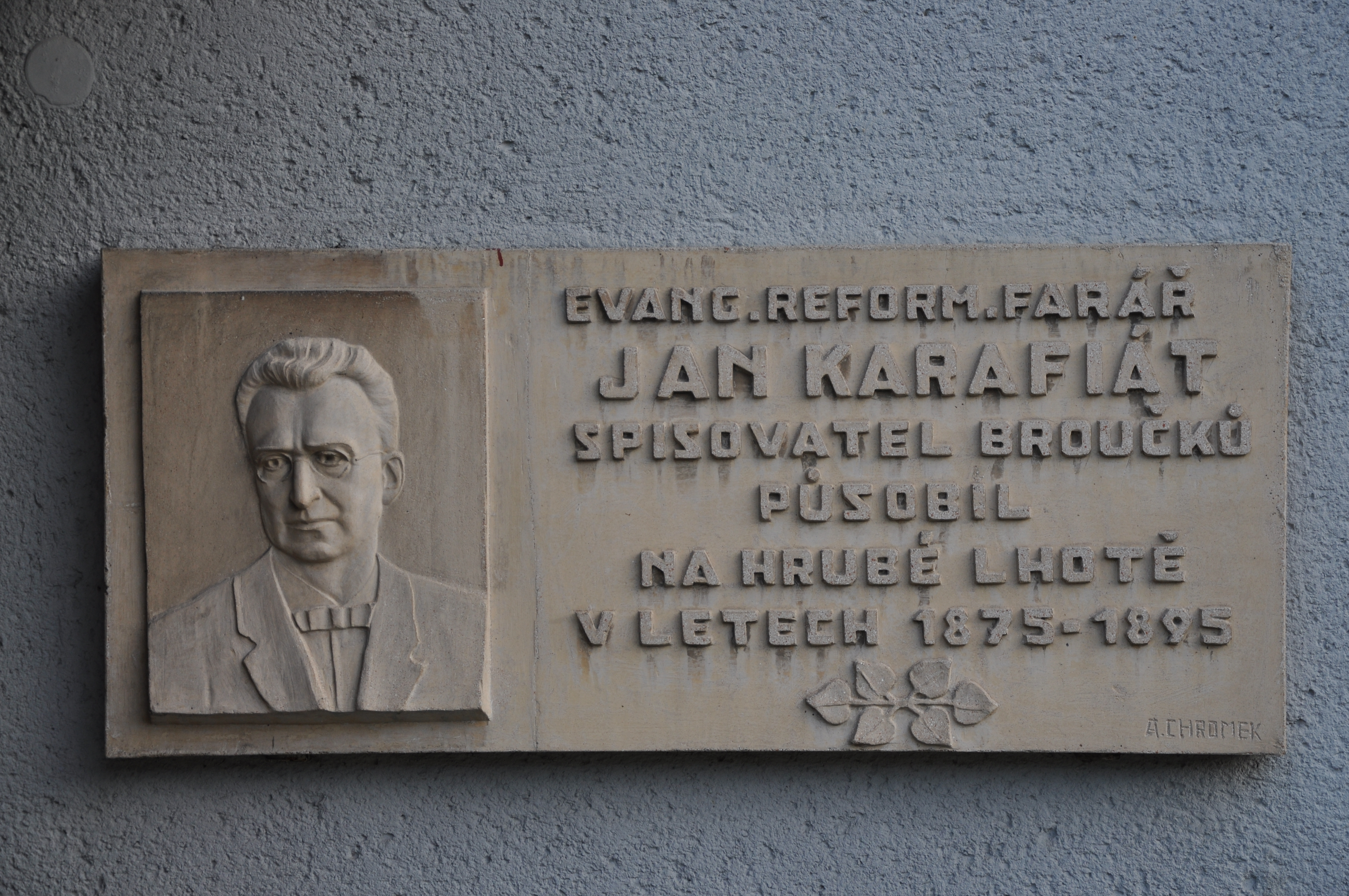
Pamětní deska na evangelické faře
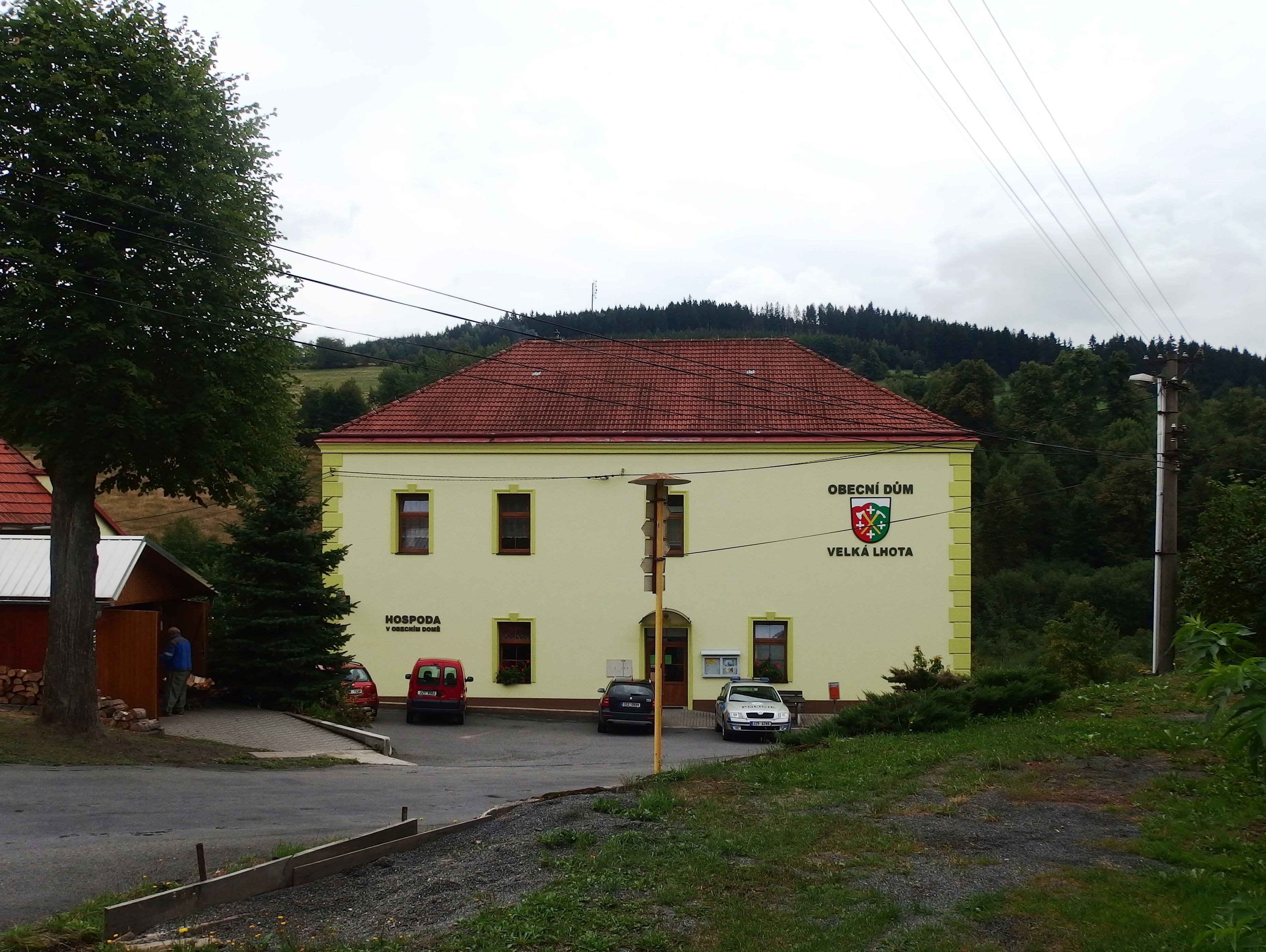
Obecní dům
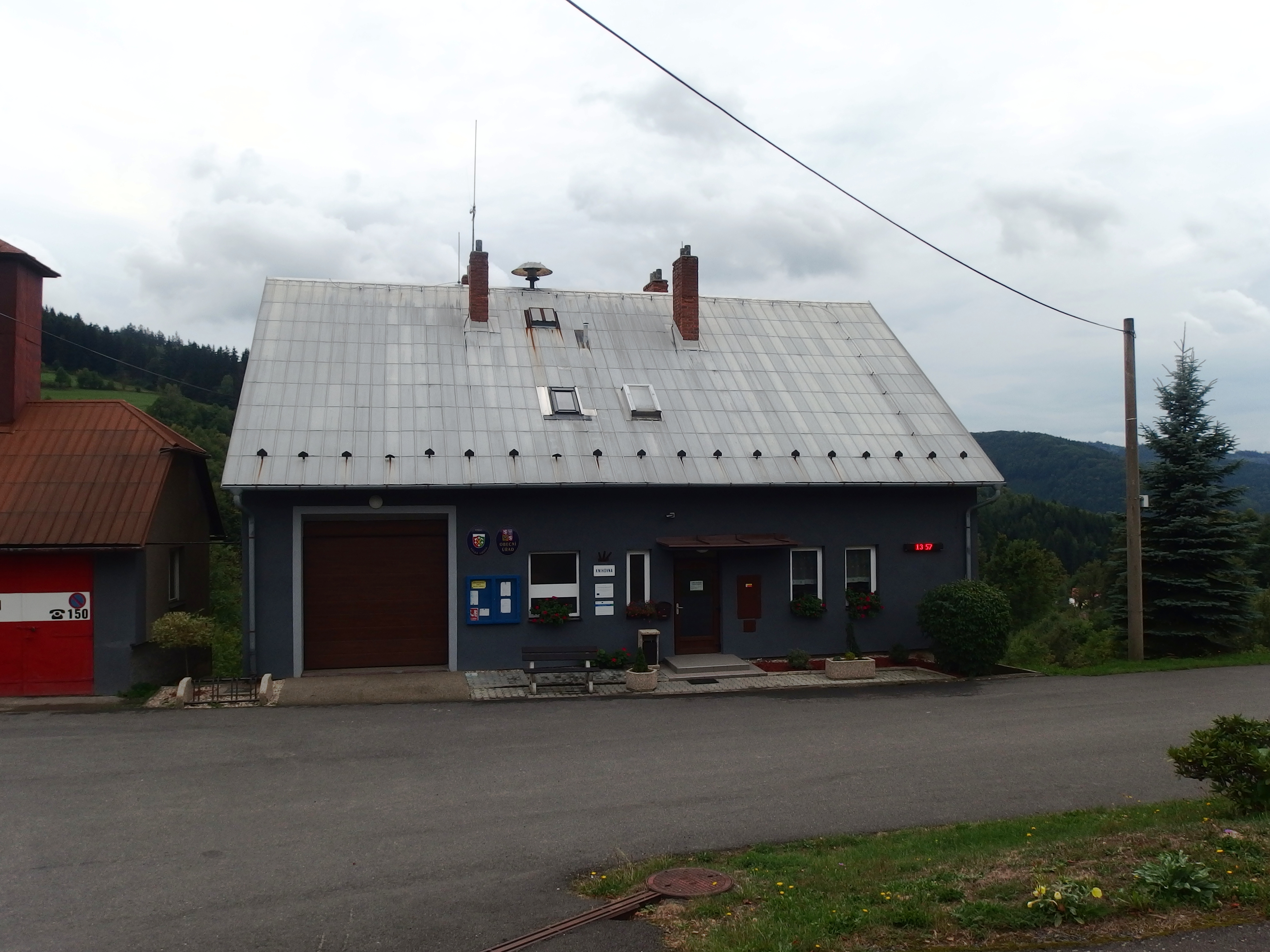
Obecní úřad

## Osobnosti
- Jan Karafiát